# بوب فونتين سينيور
بوب فونتين سينيور (بالإنجليزية: Bob Fontaine, Sr.)‏ هو لاعب كرة قاعدة أمريكي، ولد في 14 نوفمبر 1923 في سان خوسيه في الولايات المتحدة، وتوفي في 25 مارس 1994.

## وصلات خارجية
- بوب فونتين سينيور على موقعبيزبول رفرنس.كوم (الدوري الثانوي) (الإنجليزية)